# Barbara Fialho
Barbara Fialho (Montes Claros, 21 dicembre 1987) è una supermodella brasiliana.

## Carriera
A 15 anni, Barbara Fialho lasciò la sua città e si trasferì a San Paolo per lavorare come modella alla Settimana della moda di San Paolo e Rio Fashion Week. A 17 anni lavorò per Just Cavalli, fotografata da Mario Testino e vestita a cura di Carine Roitfeld.
Nel 2011 firmò un contratto con IMG Models.
Dal 2012 sfila per Victoria's Secret.
Nella sua carriera ha sfilato per molti stilisti come Antonio Berardi, Custo Dalmau, Givenchy, House of Holland, Jeremy Scott, Naeem Khan, Oscar de la Renta, Ralph Rucci, Temperley, Victoria's Secret e l'evento di moda Fashion Rocks.
Ha inoltre pubblicizzato marchi quali Amir Slama, El Palacio de Hierro, Givenchy, Just Cavalli, Levi's, Macy's, Meskita, Missoni, Roberto Cavalli, Ugg e Urban Decay.
Ha anche posato per riviste come 10 Magazine, Carine Roitfeld's CR Fashion Book, Dossier, Elle, Esquire, GQ, Harper's Bazaar, L'Officiel, LA Times, Marie Claire, Missbehave, Status, Vulture e W.
È inoltre apparsa nel video musicale della canzone "Bright Lights, Bigger City" del rapper americano Cee Lo Green.
Infine, è apparsa nei video in edizione limitata del famoso fotografo Steven Klein " Visionaire67", dove schiaccia e distrugge oggetti sotto delle particolari scarpe fetish.

### Musica
Barbara Fialho suona la chitarra da quando aveva 9 anni. Dal 2014 ha studiato musica alla Juilliard.
Nel 2014 registrò un album prodotto da Damon Martin in cui canta tutte le canzoni e suona la chitarra in alcune di esse. Nell'album è accompagnata dai musicisti Abraham Laboriel e Justo Almario.